# Pararaphidoglossa mestiza
Pararaphidoglossa mestiza är en stekelart som beskrevs av Giordani Soika 1978. Pararaphidoglossa mestiza ingår i släktet Pararaphidoglossa och familjen Eumenidae. Inga underarter finns listade i Catalogue of Life.